# 프리츠발크

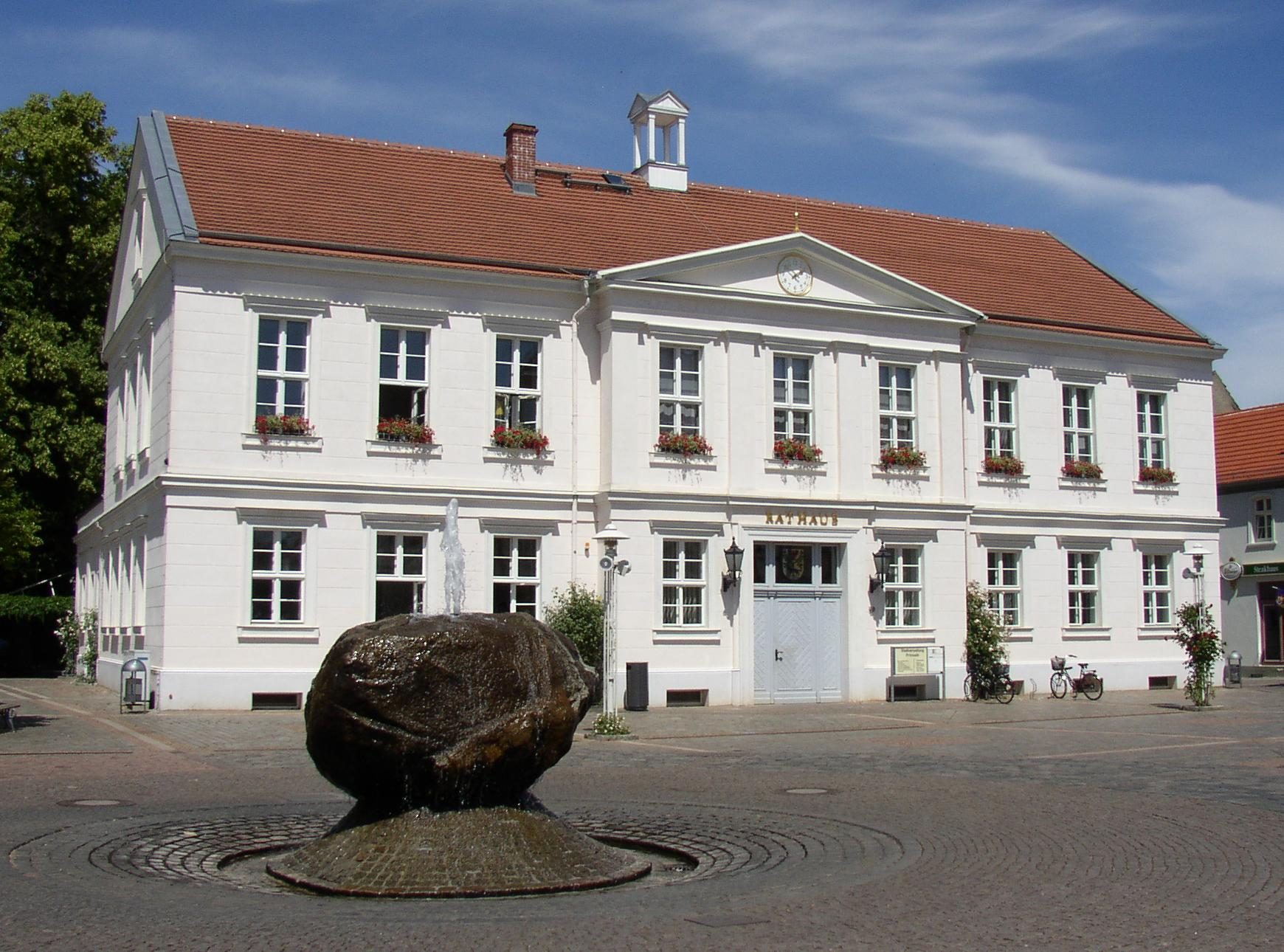
프리츠발크

프리츠발크(독일어: Pritzwalk)는 독일 브란덴부르크주에 있는 도시이다. 